# Czesław Wroczyński
Czesław Wroczyński (ur. 19 lipca 1889 w Białej Podlaskiej, zm. wiosną 1940 w Katyniu) – doktor nauk medycznych, lekarz epidemiolog, kapitan lekarz Wojska Polskiego, ofiara zbrodni katyńskiej.

## Życiorys
Urodził się w rodzinie Czesława (1857–1900), lekarza, i Jadwigi z Dybowskich. W 1912 ukończył studia medyczne na Wydziale Lekarskim Uniwersytetu Paryskiego. Kontynuował studia w Saratowie, gdzie po egzaminie państwowym uzyskał tytuł lekarza. Uzyskał specjalizację z epidemiologii. W 1917 powrócił do Białej Podlaskiej, a po odzyskaniu przez Polskę niepodległości w 1919 został lekarzem powiatowym. W 1920 został mianowany przez Wodza Naczelnego na stanowisko komisarza nadzwyczajnego do walki z epidemią duru plamistego na Kresach. Wstąpił do Wojska Polskiego. W 1920 podczas wojny polsko-bolszewickiej został naczelnym lekarzem 21 pułku piechoty „Dzieci Warszawy”. Został awansowany do stopnia kapitana rezerwy w Korpusie Oficerów Sanitarnych Lekarzy ze starszeństwem z 1 czerwca 1919. W późniejszych latach był przydzielony do kadry zapasowej Szpitala Okręgowego nr IX.
W 1921 mianowany na stanowisko referenta w Ministerstwie Zdrowia Publicznego. Został pracownikiem Państwowego Zakładu Higieny. Otrzymał mianowanie do Komisji Epidemiologicznej Ligi Narodów i pracował w Grecji. Na początku lat 20., jego kierownik Ludwik Rajchman skierował go na stypendium Fundacji Rockefellera, które odbył w Johns Hopkins University – Johns Hopkins Bloomberg School of Public Health w Baltimore (Stany Zjednoczone, uzyskując dyplom higieny). Był tam uznany za jednego z najlepszych stypendystów na roku. W USA zajmował się metodami pracy administracyjnej służby zdrowia. Następnie wrócił do Polski. Pracował jako naczelnik Wydziału Chorób Zakaźnych w Ministerstwie Zdrowia Publicznego. Od 1923 kierownikiem Szkoły Higieny, od marca 1924 do 12 kwietnia 1927 Generalny Dyrektor Służby Zdrowia w Departamencie IV w Ministerstwie Spraw Wewnętrznych. Później był dyrektorem Wydziału Zdrowia i Opieki Społecznej miasta stołecznego Warszawy. Od 1928 brał udział w pracach nad ustawą o pielęgniarstwie, uchwaloną przez Sejm w lutym 1935 (obowiązywała do 1996). W 1930 uzyskał tytuł naukowy doktora nauk medycznych na Uniwersytecie Poznańskim. Został naczelnym wizytatorem higieny szkolnej Ministerstwa Wyznań Religijnych i Oświecenia Publicznego. Od 1935 wykładał higienę w Wolnej Wszechnicy Polskiej. Pełnił funkcję szefa sanitarnego Zarządu Głównego Polskiego Czerwonego Krzyża. Publikował prace w zakresie przedmiotu swoich badań i pracy.
Po wybuchu II wojny światowej 1939, kampanii wrześniowej i agresji ZSRR na Polskę został aresztowany przez Sowietów w rejonie Trembowli. Był przetrzymywany w obozie w Kozielsku. Wiosną 1940 został przetransportowany do Katynia i rozstrzelany przez funkcjonariuszy Obwodowego Zarządu NKWD w Smoleńsku oraz pracowników NKWD przybyłych z Moskwy na mocy decyzji Biura Politycznego KC WKP(b) z 5 marca 1940. Został pochowany na terenie obecnego Polskiego Cmentarza Wojennego w Katyniu.
Jego żoną była także lekarka, Maria z Dębskich, z którą miał córki Magdalenę i Krystynę oraz syna Mariana.

## Publikacje
- Znaczenie zagadnienia alkoholizmu (1927, współautor: Jan Tadeusz Lenartowicz)
- Czem są i czem grożą choroby weneryczne (1927)
- O zawodzie lekarza: z cyklu odczytów pod protektoratem Ministerstwa Oświecenia i Wyznań Religijnych „O wyborze zawodu” (1928)[11]
- Przebieg niektórych ostrych chorób zakaźnych w Polsce w okresie powojennym (1928)[12]
- Jaglica i jej zwalczanie, Części 1–2 (1928, współautorstwo)
- Sprawy zdrowia publicznego w stolicy w okresie 1918–1928 r (1929)[13]
- Wartość praktyczna pracy poradni przeciwgruźliczych w Warszawie w świetle liczb sprawozdawczych z roku 1929 (1931)
- Alkoholizm i chorobowość wśród kolejarzy: referat wygłoszony na Międzynarodowym Kongresie Kolejarzy Abstynentów w Warszawie w roku 1931 (1932)[14]
- Sprawozdanie z drugiej Międzynarodowej Konferencji Pracy Społecznej: Frankfurt nad Menem 10/14 lipca 1932 r (1933)[15]
- Warszawa dziecku opuszczonemu. Z domu wychowawczego im. ks. Baudouin'a (1934, współautorstwo)
- Opieka nad matką nieślubną i walka z porzucaniem niemowląt w Warszawie: referat wygłoszony na I. Ogólnopolskim Zjeździe Przedstawicieli Opieki Społecznej Samorządu Terytorialnego w Poznaniu 24–25 września 1933 roku (1937)[16]
- Nowe kierunki opieki lekarskiej nad dorastającą młodzieżą (1939)[17]
- Co widziałem we wsi? (1939)[18]
- Dokształcanie lekarzy (1939)[19]

## Ordery i odznaczenia
- Krzyż Komandorski Orderu Odrodzenia Polski (7 listopada 1925)[20]
- Krzyż Kawalerski Orderu Odrodzenia Polski
- Medal Niepodległości (9 października 1933)[21]
- Odznaka Honorowa Polskiego Czerwonego Krzyża I stopnia (1935)[22]

## Upamiętnienie
5 października 2007 roku minister obrony narodowej Aleksander Szczygło awansował go pośmiertnie do stopnia majora. Awans został ogłoszony 9 listopada 2007 roku w Warszawie, w trakcie uroczystości „Katyń Pamiętamy – Uczcijmy Pamięć Bohaterów”.
Symboliczne upamiętnienie Czesława Wroczyńskiego zostało ustanowione na grobowcu na Cmentarzu Powązkowskim w Warszawie.